# Limenia
Limenia (en griego, Λιμενία) es el nombre de una antigua ciudad costera de Chipre. Se situaba en la parte noroeste de la isla, cerca de la localidad de Limnitis y del palacio de Vouni.
La ciudad es mencionada por Estrabón, que la sitúa cerca de la ciudad de Solos y del promontorio de Cromio. Sin embargo, dice que estaba en el interior. 
Entre las ruinas de la ciudad se conservan restos de un santuario. También han sido hallados restos de esculturas y cerámica que pertenecen a periodos que abarcan desde la época arcaica hasta la romana.